# 席梦思

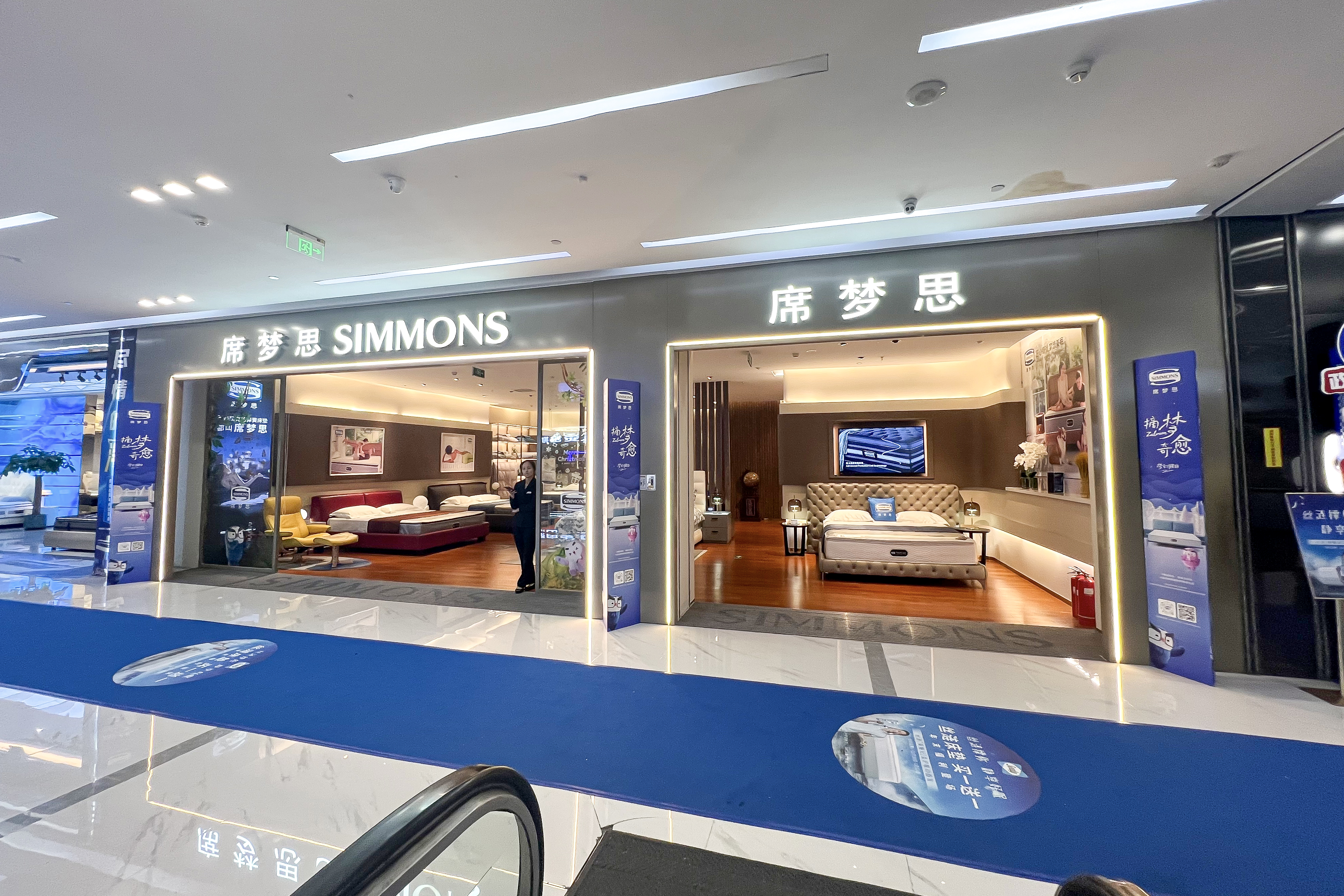
北京居然之家金源店内的席梦思店铺

席梦思床上用品公司（英語：Simmons Bedding Company），是一家美国的床垫及其它床上用品制造商，总部位于佐治亚州亚特兰大，由扎尔蒙·G·西蒙斯（Zalmon Gilbert Simmons Sr.，1828～1910）于1870年成立，是美国同类公司中最古老的公司之一，與舒達（Serta）、詩貝艾爾(Spring Air)、席伊麗（Sealy）並稱為美國四大S床墊品牌，其旗舰品牌是Beautyrest。除了在美国和波多黎各运营18个制造设施外，席梦思在不同国家还为其产品提供许可。“席梦思”这一中文译名则始于1933年该公司在上海杨树浦路设厂之时。
2009年9月底，美國席夢思Simmons申請破產重整，由Ares資產管理公司和安大略教師退休金投資策劃公司收購，該收購人也是舒達的所有人，因此使席夢思與舒達Serta成為同門兄弟，不過據舒達Serta的擁有者表示，收購後兩個品牌仍將分開運營，舒達依然視席夢思為市場競爭者。
由於進入中國較早，席夢思與吉普、香檳等品牌一樣，成爲所屬商品的代名詞。